# VSB-Poesiepreis
Der VSB-Poesiepreis (niederl.: VSB Poëzieprijs) ist ein niederländischer Literaturpreis für den besten niederländischsprachigen Gedichtband des Vorjahres. Der Preis wird jährlich ausgelobt; er wurde im Jahr 1994 von der Stiftung VSBfonds eingerichtet. Die Initiative zu dem Preis stammt von Huub Oosterhuis und das Preisgeld beträgt 25.000 Euro.
Die Jury der Stiftung VSB Poëzieprijs besteht 2016 aus Willem Bijleveld (Direktor des niederländischen Openluchtmuseums), Yra van Dijk (Professorin für moderne niederländische Literatur), Gerdi Verbeet (Vorsitzende der Tweede Kamer der Staten-Generaal), Odile Heynders (Professorin für vergleichende Literaturwissenschaften). Im Jahr 2016 wurde Kees ’t Hart zum Vorsitzenden bestellt.

## VSB-Poesiepreis auf Tournee
Vor der jährlichen Preisverleihung Ende Januar in der Aula der Rijksuniversiteit Groningen präsentieren die fünf nominierten Dichter auf den Veranstaltungen „VSB-Poesiepreis auf Tournee“ ihre Werke in verschiedenen Städten in den Niederlanden und in Flandern.

## Preisträger
| Jahr | Preisträger            | Werk                                                | ISBN Code              | ISBN Code E-Book       |
| ---- | ---------------------- | --------------------------------------------------- | ---------------------- | ---------------------- |
| 2018 | Joost Baars            | Binnenplaats                                        | ISBN 978-90-282-6187-7 |                        |
| 2017 | Hannah van Binsbergen  | Kwaad gesternte                                     | ISBN 978-90-254-4781-6 | ISBN 978-90-254-4810-3 |
| 2016 | Ilja Leonard Pfeijffer | Idyllen                                             | ISBN 978-90-295-8973-4 | ISBN 978-90-295-9463-9 |
| 2015 | Hester Knibbe          | Archaïsch de dieren                                 | ISBN 978-90-295-8921-5 | ISBN 978-90-295-9409-7 |
| 2014 | Antoine de Kom         | Ritmisch zonder string                              | ISBN 978-90-214-4733-9 | -                      |
| 2013 | Ester Naomi Perquin    | Celinspecties                                       | ISBN 978-90-282-4195-4 | -                      |
| 2012 | Jan Lauwereyns         | Hemelsblauw                                         | ISBN 978-90-234-5732-9 | -                      |
| 2011 | Armando                | Gedichten 2009                                      | ISBN 978-90-457-0308-4 | -                      |
| 2009 | Nachoem Wijnberg       | Het leven van                                       | ISBN 978-90-254-2968-3 | ISBN 978-90-254-3128-0 |
| 2008 | Leonard Nolens         | Bres                                                | ISBN 978-90-214-3349-3 | ISBN 978-90-214-3610-4 |
| 2007 | Tomas Lieske           | Hoe je geliefde te herkennen                        | ISBN 978-90-214-7306-2 | ISBN 978-90-214-3599-2 |
| 2006 | Mark Boog              | De encyclopedie van de grote woorden                | ISBN 978-90-5936-091-4 | -                      |
| 2005 | Arjen Duinker          | De zon en de wereld                                 | ISBN 978-90-290-7495-7 | -                      |
| 2004 | Mustafa Stitou         | Varkensroze ansichten                               | ISBN 978-90-234-1253-3 | -                      |
| 2003 | Tonnus Oosterhoff      | Wij zagen ons in een kleine groep mensen veranderen | ISBN 978-90-234-1016-4 | -                      |
| 2002 | Anneke Brassinga       | Verschiet                                           | ISBN 978-90-234-4814-3 | -                      |
| 2001 | Kees Ouwens            | Mythologieën                                        | ISBN 978-90-290-6617-4 | -                      |
| 2000 | K. Michel              | Waterstudies                                        | ISBN 978-90-457-0042-7 | -                      |
| 1999 | Esther Jansma          | Hier is de tijd                                     | ISBN 978-90-295-2283-0 | -                      |
| 1998 | Rutger Kopland         | Tot het ons los laat                                | ISBN 978-90-282-0910-7 | -                      |
| 1997 | Gerrit Kouwenaar       | De tijd staat open                                  | ISBN 978-90-214-7158-7 | -                      |
| 1996 | Leo Vroman             | Psalmen en andere gedichten                         | ISBN 978-90-413-0026-3 | -                      |
| 1995 | Huub Beurskens         | Aangod en de afmens                                 | ISBN 978-90-290-4907-8 | -                      |
| 1994 | Hugo Claus             | De Sporen                                           | ISBN 978-90-5035-154-6 | -                      |